# ヴィンチェンツォ・アナスタージ
『ヴィンチェンツォ・アナスタージ』(西: Vincenzo Anastagi、英: Vincenzo Anastagi) は、ギリシャ・クレタ島出身のスペインの巨匠エル・グレコが1575年ごろ、キャンバス上に油彩で制作した肖像画である。作品は1913年にヘンリー・クレイ・フリックに購入され、現在、ニューヨークのフリック・コレクションに所蔵されている。

## 作品
ヴィンチェンツォ・アナスタージは、1531年にペルージャの貴族の家に生まれた。1563年2月13日にマルタ騎士団の騎士になった彼の最大の功績は、マルタ包囲戦 (1565年) の際にオスマン帝国との戦闘で勝利に貢献したことである。中級貴族として、アナスタージはエル・グレコの芸術庇護者であったようには思われないが、彼は非常に著名な人物ヤコポ・ボンコンパーニと関係があり、1575年にボンコンパーニからローマのサンタンジェロ城の上級曹長に任命された。本作は、おそらくその際に委嘱されたと思われる。
エル・グレコは1570年にローマに到着し、画家ジュリオ・クローヴィオから彼の庇護者アレッサンドロ・ファルネーゼ (枢機卿) に肖像画家として推薦された。エル・グレコの肖像画はローマ滞在時に劇的に進歩したが、本作において頂点に達した。この作品の制作は、エル・グレコにとって重要な試練となった。彼は、以前に全身肖像画も軍人の肖像画も公式な肖像画も描いたことはなかったからである。

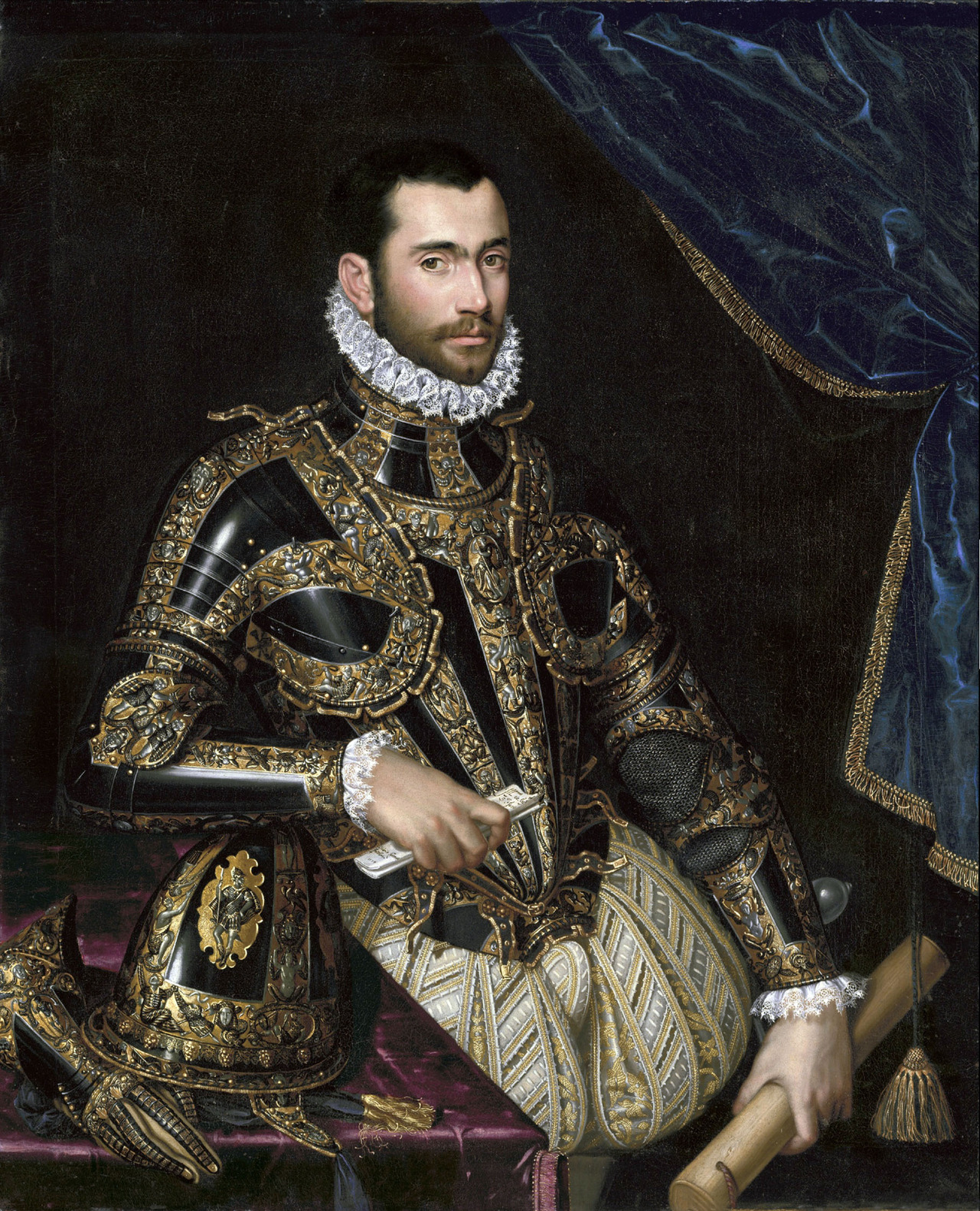
シピオーネ・プルツォーネ『ヤコポ・ボンコンパーニの肖像』 (1574年)、個人蔵

本作を描く際、エル・グレコは軍人の肖像画を参照した。それらの中で、ローマで直近の時期に描かれ、成功を収めたのはシピオーネ・プルツォーネによる贅沢な甲冑姿の『ボンコンパーニの肖像』であった。ルネサンス時代には、光を反射する鎧の描写は画家の技量を意味しており、エル・グレコはその巧みな描写が多くの賛辞を得ることを知っていた。本作で画家は胸当ての細部を大胆に省略しているが、唯一の炎のような光が胸当ての金属に反射し、画家の技術的能力を強調している。奇妙な形をしたカーテンが対照的な背景としての役割を担っている。
自由な筆遣いにより、エル・グレコは、プルツォーネの緻密に仕上げられた肖像画とは一線を画すリアリズムを達成している。彼はまた、アナスタージの地位よりも軍人としてのキャリアと個人的な特徴を強調している。甲冑、剣、兜、緑色の装飾帯、ベルベットの半ズボンは彼の曹長としての役職を表す。しかし、画家はこれらの描写にとどまっているわけではない。アナスタージの日焼けした顔、白髪、自身に満ちた仕草、男性的なふくらはぎが彼の歩兵将校としての経験、そして線上における功績を物語っているのである。彼の顔立ちは理想化されていない。伝統的な装飾物のない厳めしい部屋は、この肖像画の特質をさらに際立たせている。
この肖像画の特質にもかかわらず、現存し、記録に残されているエル・グレコのローマ時代の肖像画は少ない。おそらく本作のティツィアーノ的な技術が称賛されなかったために依頼が来なかったのであろう。